# 布施公雄
布施 公雄（ふせ きみお）は、戦国時代の武将。六角氏、後に織田氏の家臣。近江国大森城主。

## 略歴
六角氏の年寄衆の1人としてその名が見え、永禄3年（1560年）、六角義治が父・義賢に無断で斎藤義龍と婚姻を結ぼうとした際、他の年寄衆（平井定武・蒲生定秀・後藤賢豊・狛定）とともに義賢から叱責を受けている
同年9月には得珍保と枝村との公事では得珍保側に有利な裁定を下し（『今堀日吉神社文書』）、永禄5年（1562年）4月には禁裏御料である山城国小野庄での違乱停止を命じられている（『立入文書』）。
永禄9年（1566年）、六角氏に謀反を起こしたという説があるが、一次資料では確認できない。永禄10年（1567年）に制定された六角氏式目では宛所に公雄の名がある。また、同年の後藤高治と進藤賢盛による安国寺の質流れを巡った相論では、後藤氏の親類衆として他の年寄衆とともに高治を擁護している（『芦浦観音寺文書』）。
永禄11年（1568年）に織田信長が侵攻してくると（観音寺城の戦い）、これに臣従した。